# Hasdrubal Lepi
Hasdrubal Lepi tudi ʿAzrobaʿl, kartažanski vojaški voditelj in politik, * ok. 270 pr. n. št., †221 pr. n. št.
Bil je guverner v Iberiji po smrti Hamilkarja Barke in ustanovitelj Cartagene.

## Družina
Livijeva Zgodovina Rima beleži, da je bil Hasdrubal svak veliko bolj znanega kartažanskega vojskovodje Hanibala in Hasdrubala Barke ter Maga Barke in zet Hamilkarja Barke.

## Kariera
Hasdrubal je sledil Hamilkarju v njegovem pohodu proti vladajoči aristokraciji v Kartagini ob koncu prve punske vojne in v njegovi kasnejši osvajalski karieri v Hispaniji. Leta 237 pr. n. št. sta se razšla na polotoku, toda okoli leta 231–230 pr. n. št. je Hasdrubal domnevno posredoval v Hamilkarjevem imenu, da bi numidijska plemena iz severne Afrike podredil družini Barkidov in Numidija je kmalu padla v kartaginsko vplivno sfero.
Po Hamilkarjevi smrti leta 228 pr. n. št., medtem ko se je boril proti iberskim plemenom, ga je Hasdrubal nasledil na poveljstvu in upošteval ukaze iz Kartage, saj so bili Hamilkarjevi sinovi premladi. Hanibal je bil takrat star 19 let. Za razliko od svojega predhodnika je Hasdrubal v veliki meri raje uporabljal diplomacijo kot vojaške pohode. V skladu s takratnimi običaji diplomatskih vlad je Hasdrubal od kraljestev, ki so se predale Kartagini, zahteval talce, da bi jih odvrnil od kršitve pogodb.
Tako je ozemlje razširil s spretno diplomacijo in ga utrdil z ustanovitvijo pomembnega mesta in pomorske baze Qart Hadašt, ki so ga Rimljani kasneje poimenovali Carthago Nova kot glavno mesto nove province in s sklenitvijo pogodbe z Rimsko republiko, ki je utrdila reko Ebro (klasični Iber) kot mejo med obema silama. To pogodbo sta povzročila grška kolonija Empúries in iberski Sagunto, ki sta se bala nenehne rasti punske moči v Iberiji in sta prosila Rim za pomoč. Hasdrubal je nejevoljno sprejel, saj punska oblast v Iberiji še ni bila dovolj utrjena, da bi ogrozila njeno prihodnjo širitev v prezgodnjem konfliktu.

## Smrt
Sedem let po Hamilkarjevi smrti je Hasdrubala Lepega leta 221 pr. n. št. umoril suženj keltskega kralja Tagusa, ki je tako maščeval smrt svojega gospodarja.
Hasdrubalov naslednik je bil njegov svak in Hamilkarjev sin Hannibal Barka.